# Seleção Espanhola de Basquetebol Feminino
A Seleção Espanhola de Basquetebol Feminino é a equipe que representa a Espanha em competições internacionais. É gerida pela Federação Espanhola de Basquete e figura na posição número 2 do ranking mundial da FIBA.
Segundo registros da FEB, a primeira partida do selecionado feminino foi contra a seleção da Suíça em 16 de junho de 1963 com derrota ibérica por 31-40.

## Medalhas
- Jogos Olímpicos
  -  Prata (1): 2016

- Campeonato Mundial
  -  Prata (1): 2014
  -  Bronze (1): 2010

- EuroBasket Feminino
  -  Ouro (3): 1993, 2013 e 2017
  -  Prata (1): 2007
  -  Bronze (5): 2001, 2003, 2005, 2009 e 2015

- Jogos do Mediterrâneo
  -  Ouro (1): 1991
  -  Bronze (3): 1993, 2001 e 2005